# Registro parrocchiale

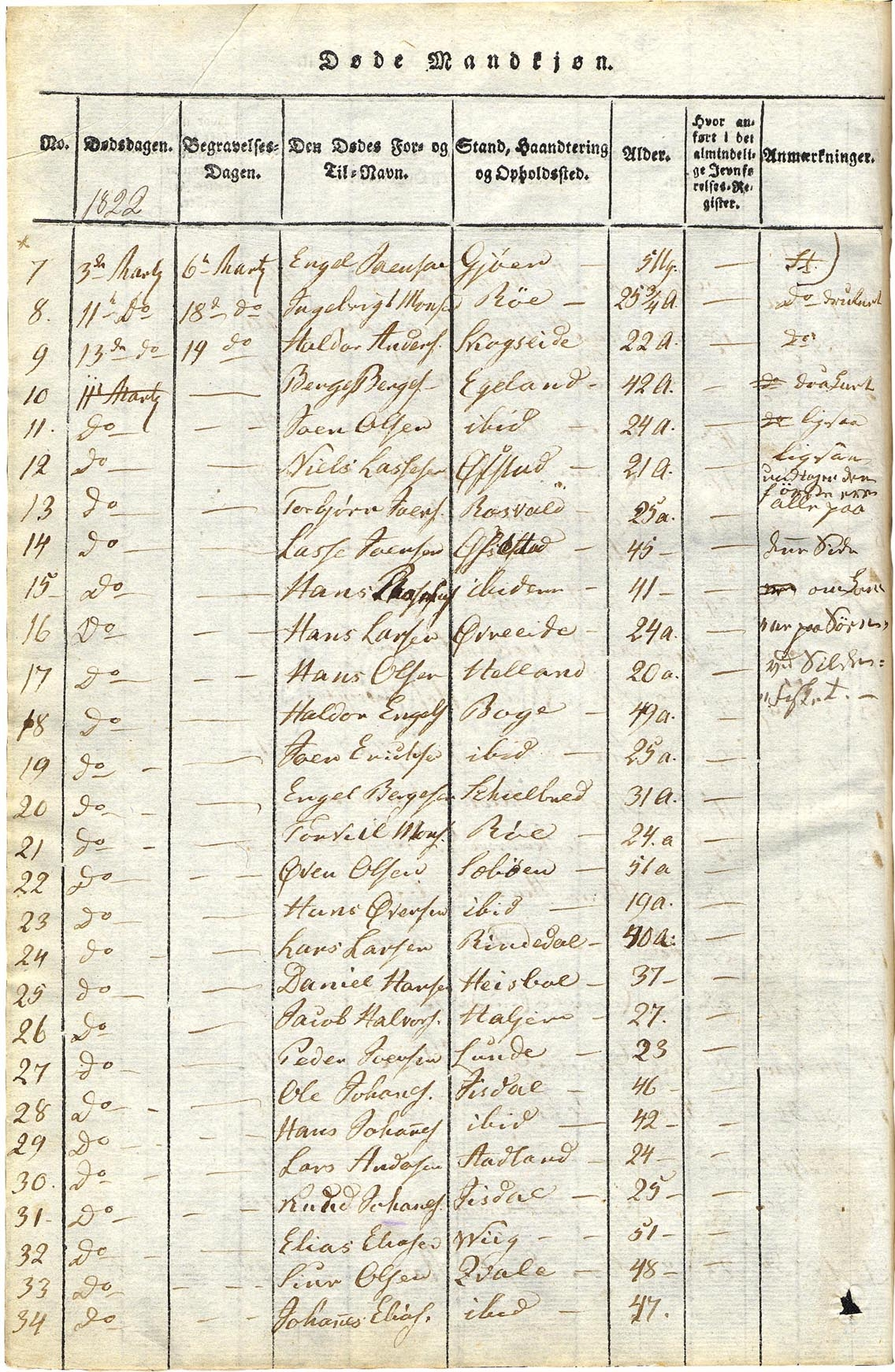
Esempio di registro parrocchiale del villaggio di Os, nella contea di Østfold, in Norvegia

Il registro parrocchiale (anche libro parrocchiale) indica un registro, di norma custodito nella chiesa parrocchiale, in cui sono annotati, a cura del parroco, gli avvenimenti correlati alla vita religiosa della parrocchia: battesimi, cresime, matrimoni e funerali.
A questi quattro libri se ne aggiunge un quinto, lo Status Animarum, in cui, in particolari occasioni (in genere durante le benedizioni pasquali), viene annotato un censimento o una descrizione generale dello stato delle anime della parrocchia.
I registri parrocchiali vanno dunque a costituire un patrimonio storico e sociologico ineguagliabile, punto di riferimento di una completa ed accurata ricerca genealogica.

## Storia
Alcuni registri parrocchiali risalgono a prima del Concilio di Trento. Si ha notizia, infatti, di alcune fonti riguardanti le trascrizioni dei battesimi che risalgono al 1379 a Gemona, al 1381 a Siena, al 1428 a Firenze e al 1459 a Bologna. I registri parrocchiali divennero obbligatori nel 1563, per quanto riguarda battesimi e nozze, e nel 1614 per i decessi. È solo infatti nel 1614 che la Santa Sede regolamentò le norme per la compilazione di detti registri.

## Caratteristiche

### Formalità
Le annotazioni sui registri devono obbedire alle precise formalità definite dal rito romano: ogni documento pubblico deve riportare il luogo, la data e la natura dell'atto iscritto, il nome dell'officiante, il nome della parti interessate, quello dei testimoni presenzianti e deve essere sottoscritto dall'ufficiale.
La Chiesa cattolica prescrive che nei suoi registri le persone vengano designate non con il solo nome ma anche con l'indicazione della parentela e della parrocchia di appartenenza. Queste informazioni ne accrescono l'utilità nelle ricerche documentarie (si veda la sezione Valore documentario e storico).

### Lingua
La stesura degli atti, in particolare nei primi secoli dopo l'introduzione dei libri, ma in alcune diocesi fino al XX secolo, avveniva in latino, secondo formule costanti a seconda dei diversi tipi di registrazione (battesimo, matrimonio, morte). Nei casi di parroci di campagna, di scarsa istruzione, può capitare a volte che la stessa lingua latina usata sia imprecisa, in particolare quando ci si allontana dalle formule di rito. Ciò poteva accadere quando a margine, o tra le registrazioni cronologiche, venivano annotate, come a volte capitava, notizie particolari o degne di nota: una carestia, una nevicata particolarmente intensa, un terremoto, una disgrazia, una battaglia o un fatto notevole accaduto alla persona di cui, all'epoca, si era registrato il battesimo. Anche tali notizie si rivelano di notevole importanza storico-documentaria. 

## Il valore documentario e storico

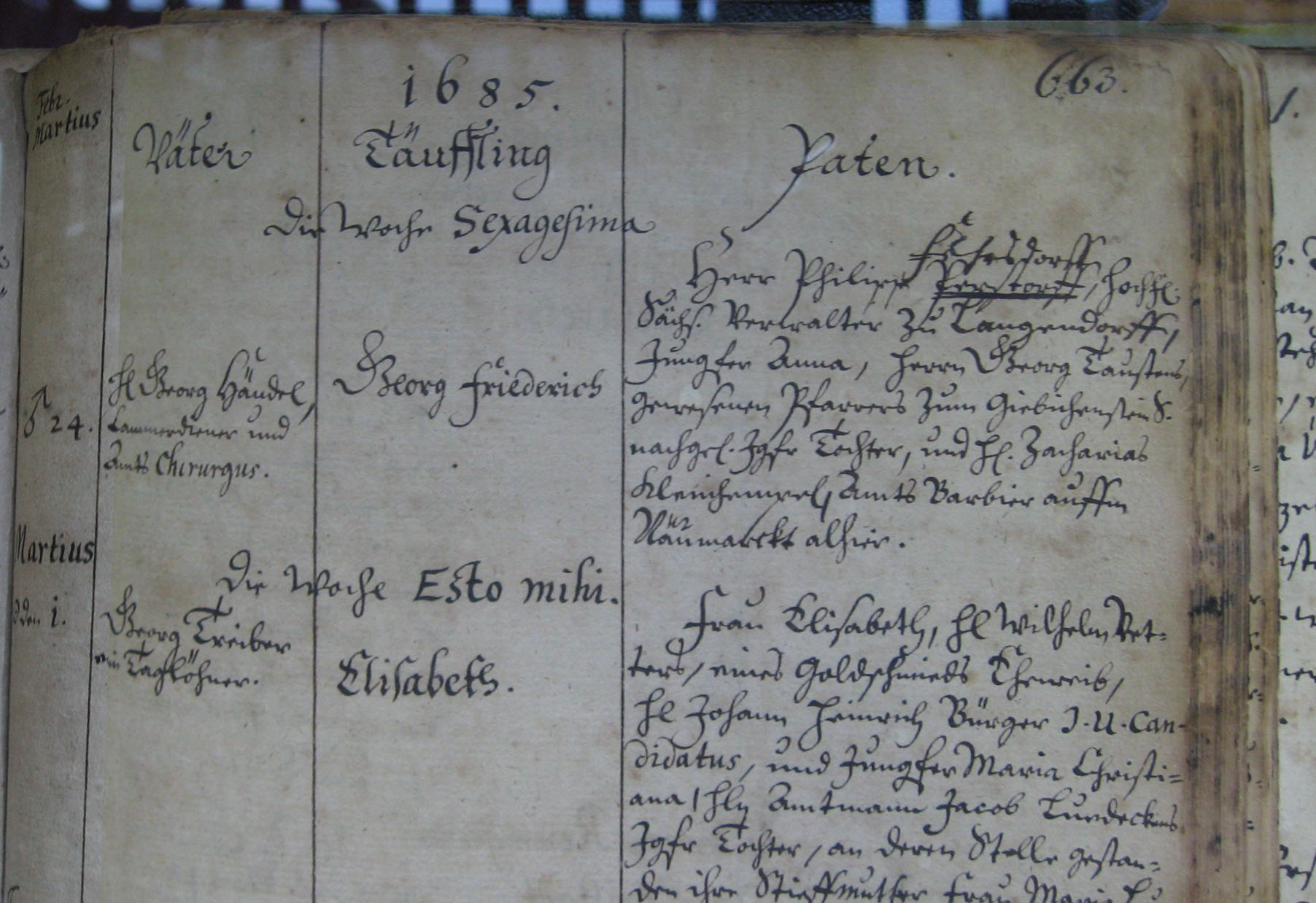
L'annotazione del battesimo di Georg Friedrich Händel, il 24 febbraio 1685

I registri parrocchiali rappresentano un'importantissima fonte di informazioni, soprattutto per la demografia e per ricerca genealogica, ossia per la ricostruzione delle origini di una persona o di una famiglia. Infatti, di regola, ogni annotazione di battesimo riporta i nomi dei genitori (a volte tuttavia con il cognome del solo padre) e in tal modo è possibile, da una parte, identificare univocamente la linea genealogica, dall'altra, risalire indietro negli anni ricercando, a propria volta, gli atti relativi a tali genitori. L'informazione aggiuntiva della parrocchia di provenienza, inoltre, permette di continuare la ricerca a ritroso sui registri di quest'ultima parrocchia.
Le annotazioni riportano anche nomi di testimoni o di madrine e padrini, che possono essere utili per identificare meglio i personaggi ricercati. Nella ricerca genealogica, infatti, è forte il rischio di omonimie in quanto, sull'onda della Controriforma, andarono gradualmente scomparendo molti nomi "particolari" (per esempio benauguranti) a favore dei nomi di santi riconosciuti. Si ebbe, in sostanza, una rarefazione dei nomi usati e quindi più frequenti omonimie, fonte di maggior rischio di confusione per il ricercatore. Un aiuto - o da altro punto di vista - un ulteriore elemento di incertezza è dato dalla diffusione dell'uso di dare ai nipoti, non solo primogeniti, il nome dei nonni. In famiglie numerose, come avveniva di regola in passato, questo porta a difficoltà crescenti per la ricerca.
Utilissime per la ricerca sono anche le annotazioni a margine effettuate dal parroco, che si rivelano preziose fonti di informazione per la conoscenza di fatti accaduti alla comunità, come eventi sismici e meteorologici, o per l'individuazione di registrazioni e notizie (battesimo, matrimonio, parentele, ecc.) riferibili a un soggetto già noto per altre vie.
Anche lo Stato delle anime fornisce importanti informazioni sulle visite pastorali del vescovo nella sua diocesi e sulle situazioni soggettive (economiche e lavorative) delle persone e delle loro famiglie (si veda alla voce Status Animarum: valore storico e documentario).
Il valore storico di questa documentazione si riduce, ovviamente, man mano che si esce dalla ricerca individuale delle origini di famiglia e ci si addentra nelle vicende generali di un territorio o di una popolazione: se ne potranno trarre comunque elementi demografici, onomastici, toponomastici e perfino - specialmente nel caso di note in italiano - lessicali o linguistici.